# Robert Boothby
Robert John Graham Boothby, barón de Boothby OIB (12 de febrero de 1900 – 16 de julio de 1986) fue un socialite, aristócrata y político británico del Partido Conservador. En 1918, ingresó al Ejército Británico y se salvó de participar en la Primera Guerra Mundial por apenas unas semanas.
Abiertamente bisexual, Boothby fue un activista para descriminalizar la homosexualidad en el Reino Unido. Murió en 1986 a causa de un paro cardíaco.

## Primeros años
Boothby nació en el seno de una familia aristocrática, único hijo de Sir Robert Tuite Boothby (1871–1941). Fue educado en la St Aubyns School, Eton College y Magdalen College (Oxford). Antes de irse hacia Oxford fue conscripto del Ejército Británico y se lo entrenó para pelear en la Primera Guerra Mundial, pero dicha guerra finalizó antes de que finalizara su entrenamiento y fuera enviado al frente. Se educó finalmente en la Universidad de Oxford y se graduó en 1921.

## Política
En 1924, fue elegido parlamentario y se mantuvo en el cargo hasta 1958. También trabajó como secretario privado para el Canciller de la Hacienda del Reino Unido. Durante la Segunda Guerra Mundial se unió como voluntario a la Real Fuerza Aérea (RAF) y a su Comando de Bombardeo. Luego se unió al frente de la Francia Libre y recibió la Legión de Honor.

### Ley de reforma sobre la homosexualidad
Durante la década de 1950, Boothby fue un amplio activista por la descriminalización de la homosexualidad en el Reino Unido diciendo que había que «hacer algo práctico para eliminar el miedo y la miseria en que muchos de nuestros ciudadanos más dotados se vieron obligados a vivir».
En diciembre de 1953, le envió una carta a David Maxwell Fyfe, entonces el Ministro del Interior del Reino Unido, en la que destacaba:

"Al atribuir un estigma tan terrible a la homosexualidad como tal, se coloca a un gran número de ciudadanos útiles y respetuosos de la ley al otro lado de la valla que divide al ciudadano bueno del malo. Hacerles sentir que, en lugar de desafortunados, son parias sociales los conduce a la miseria, tal vez al crimen; y produce esa misma 'clandestinidad' que es tan claramente de interés público erradicar".